# Dismidila vivashae
Dismidila vivashae là một loài bướm đêm trong họ Crambidae.